# 2-アミノ-4-デオキシコリスミ酸デヒドロゲナーゼ
2-アミノ-4-デオキシコリスミ酸デヒドロゲナーゼ(2-amino-4-deoxychorismate dehydrogenase, SgcG)は、次の化学反応を触媒する酸化還元酵素である。
(2S)-2-アミノ-4-デオキシコリスミ酸 + FMN {\displaystyle \rightleftharpoons } 3-(1-カルボキシビニロキシ)アントラニル酸 + FMNH2
反応式の通り、この酵素の基質は(2S)-2-アミノ-4-デオキシコリスミ酸とFMN、生成物は3-(1-カルボキシビニロキシ)アントラニル酸とFMNH2である。
組織名は(2S)-2-amino-4-deoxychorismate:FMN oxidoreductaseで、別名にADIC dehydrogenase, 2-amino-2-deoxyisochorismate dehydrogenaseがある。